# Sam Totman
Sam Totman (* 26. dubna 1979 Londýn) je power metalový skladatel a kytarista, který působí v hudební skupině DragonForce. Narodil se sice v Londýně, ale již jako mladý se přesunul na Nový Zéland, kde poté začal působit se skupinou Demoniac. Po jejím rozpadu v roce 1999 založil s dalšími dvěma členy skupinu DragonForce, ve které je dnes společně s Hermanem Li jediným členem původní sestavy. Současně s DragonForce působil i ve skupině Shadow Warriors a v letech 2001 a 2003 ve skupině Power Quest.